# Orizona
| \| Orizona \|                       |
| Lage der Ortschaft Orizona in Goiás |
| Orizona                             |

| Orizona |

Orizona ist eine brasilianische politische Gemeinde im Bundesstaat Goiás in der Mesoregion Süd-Goiás und in der Mikroregion Pires do Rio. Sie liegt südwestlich der brasilianischen Hauptstadt Brasília und westlich von Goiânia, der Hauptstadt des Bundesstaates.

## Geographische Lage
Orizona grenzt
- im Norden an Silvânia
- im Nordosten an Luziânia
- im Südosten an Ipameri
- im Süden an Urutaí
- im Südwesten an Pires do Rio
- im Nordwesten an Vianópolis